# Пермеазы
Пермеазы (permease)— ферментоподобные белки , участвующие в транспорте метаболитов, находятся в периплазме  клетки. Эти белки участвуют в облегчённой диффузии веществ в клетку . Этим путём в клетку поступает ограниченное количество соединений.
Также существуют специфические пермеазы, локализованные в цитоплазматической мембране. Которые обеспечивают активный транспорт внутрь клетки. Данный процесс требует энергетических затрат и происходит даже в тех случаях, когда концентрация необходимых веществ в среде ниже, чем в микробной клетке. При этом каждая пермеаза переносит в клетку только определённую аминокислоту или другое соединение.
В процессе переноса может произойти химическая модификация вещества — транслокация химических групп, например фосфорилирование углеводов при участии соответствующих ферментов.